# Абреу Дельгадо, Ариам
Ариа́м Абре́у Дельга́до (исп. Aryam Abreu Delgado; род. 9 июля 1978, Гуинес) — кубинский шахматист и шахматный тренер, гроссмейстер (2008).

## Игровые достижения
Победитель турнира в Мислате и вице-чемпион турнира в Камбадосе (оба — Испания, 2005). Разделил 1-е место в Мемориале Капабланки (2008, Куба). Победитель II международного турнира в Медина-де-Помар (Испания, 2011). Победитель Мемориала Карлоса Торре (2012, Мексика). Также выиграл соревнования по быстрым шахматам в Бильбао (Испания, 2008).
В составе сборной Кубы участвовал в командном чемпионате мира 2001 года, набрав 1 очко в 4 встречах.

## Изменения рейтинга
| Графики недоступны из-за технических проблем. См. информацию на Фабрикаторе и на mediawiki.org. |

## Тренерская карьера
Абреу занимал пост тренера сборной Кубы на Шахматной олимпиаде 2014 года и на командном чемпионате мира 2015 года. На этих двух соревнованиях кубинская команда показала лучшие результаты в своей истории, закончив их на седьмом месте.
С 2004 года Абреу официально является тренером другого кубинского шахматиста — Леньера Домингеса. С его помощью Домингес поднялся в рейтинге Эло с 2500 до 2700 очков и завоевал в составе сборной Кубы индивидуальные медали на своей доске на Олимпиаде 2014 и командном чемпионате мира 2015 года.